# Skarlenie psychospołeczne
Skarlenie psychospołeczne – rodzaj analfabetyzmu emocjonalnego, polegający na nieumiejętności wyrażania emocji wskutek dorastania w rodzinie charakteryzującej się uczuciowym chłodem w stosunku do dziecka.
Termin ten został sformułowany przez amerykańskiego socjologa Lytta Gardnera.
Gardner posługiwał się także pojęciem karłowatości deprywacyjnej na określenie zaburzeń w rozwoju fizycznym dzieci wskutek braku uczuciowej więzi z rodzicami, które objawiały się niskim wzrostem, opóźnionym rozwojem kości, niedowagą.